# Gaulspitze
Die Gaulspitze, auch Gaulkopf genannt, ist ein Berg in den Zillertaler Alpen. Sein Gipfel liegt auf einer Höhe von 2411 m. Die Gaulspitze ist der letzte Gipfel des Gebirgszuges zwischen Floite und Gunggl vor dem Zemmtal.

## Gipfelkreuz
Das Gipfelkreuz wurde am 12. August 2006 auf Initiative von Willi Kröll aufgestellt. Es wurde nach Krölls Vorstellungen in der Schlosserei von Erich Trinkl in Mayrhofen gefertigt. Das Steinmännchen, das bis 2006 den Gipfel markierte, wurde in das Gipfelkreuz integriert.

## Begehung
Der Normalweg erfolgt von Ginzling über die Gunggl. Kurz hinter der Maxhütte zweigt der unmarkierte Steig zur Gaulspitze vom AV-Wanderweg 522 nach Osten ab und führt steil bis zum Gipfel. Die Gehzeit von Ginzling auf die Gaulspitze beträgt etwa vier Stunden.

## Belege
1. ↑  Österreichische Karte 1:50.000 (ÖK 50)
2. ↑  Alpenvereinskarte Zillertaler Alpen – West. Deutscher Alpenverein, 7. Ausgabe 2006